# Operación Babylift
Operación Babylift fue el nombre dado a la evacuación masiva de niños de Vietnam del Sur a los Estados Unidos y otros países (incluyendo Australia, Francia, Alemania Occidental y Canadá) al final de la Guerra de Vietnam (véase también la Caída de Saigón), entre el 3 y el 26 de abril de 1975. Con el último vuelo estadounidense en salir de Vietnam del Sur, más de 3.300 bebés y niños habían sido evacuados, aunque el número real ha sido variable. Junto con la Operación Nueva Vida, más de 110.000 refugiados fueron evacuados de Vietnam del Sur y miles de niños fueron adoptados al final de la Guerra de Vietnam por familias alrededor del mundo. 

## Descripción

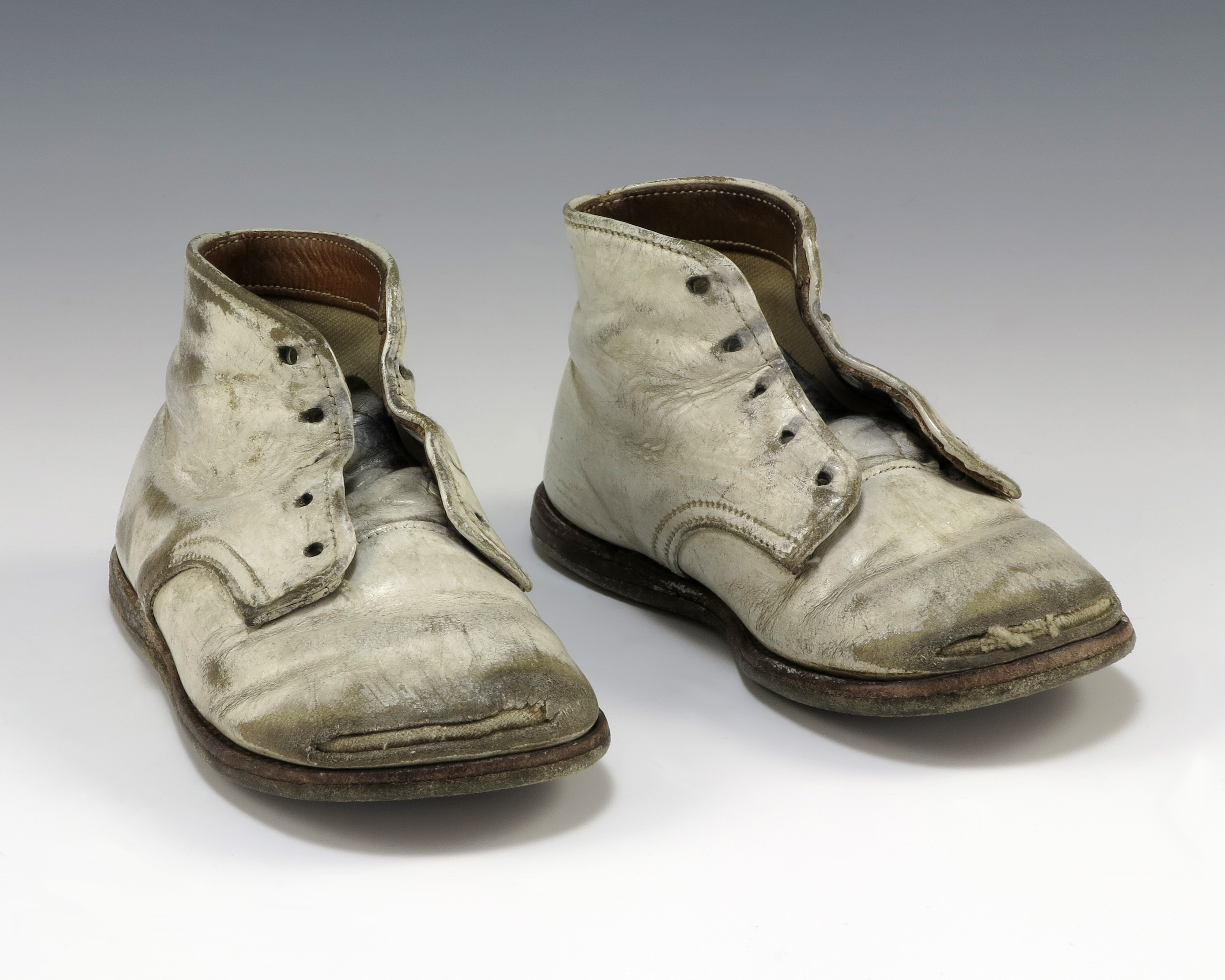
Un par de zapatos gastados de un bebé huérfano evacuado de Vietnam durante la Operación Babylift

Con la caída en marzo de la ciudad central vietnamita Da Nang y con Saigón bajo ataque de artillería, el 3 de abril de 1975, el presidente de Estados Unidos Gerald Ford anunció que el gobierno podría comenzar a evacuar a los huérfanos de Saigón en una serie de 30 vuelos previstos a bordo de aeronaves de carga del Comando de Transporte Aéreo Militar (MAC), C-5A Galaxy y C-141 Starlifter.
Organizaciones de servicio como Servicios para Niños Holt Internacional , Amigos de los Niños de Viet Nam (FCVN), Amigos de Todos los Niños (FFAC),  Servicio de Alivio Católico, Servicios Sociales Internacional, Huérfanos Internacionales y la fundación Pearl S. Buck solicitaron al gobierno ayuda para evacuar a los huérfanos en sus instalaciones en Vietnam. En su libro, Silencio Roto, Childhelp ( Huérfanos Internacionales en ese momento) de los fundadores Sara O'Meara e Yvonne Fedderson reseñaron su solicitud al Teniente General William Lewis Walt para ayudar con las evacuaciones y la búsqueda de hogares para los huérfanos asiático-estadounidenses.
Los vuelos continuaron hasta que los ataques de artillería del Ejército de Vietnam del Norte, y las unidades militares del Viet Cong en el aeropuerto Tan Son Nhat imposibilitaron los vuelos.
Más de 2.500 niños fueron reubicados y adoptados por familias en los Estados Unidos y sus aliados. La operación fue polémica porque se preguntó acerca de si la evacuación era en el mejor interés de los niños y porque no todos eran huérfanos.
Cuando el empresario estadounidense Robert Macauley supo que tomaría más de una semana evacuar a los huérfanos sobrevivientes debido a la falta de aviones de transporte militar, alquiló un Boeing 747 de World Airways y arregló para que 300 niños huérfanos abandonaran el país, pagando el viaje con la hipoteca de su casa.
Frederick M. "Skip" Burkle, Jr., sirvió como director médico de la Operación Babylift. Él reunió a los huérfanos en Saigón, acompañandolos al Clark AFP en las Filipinas, y continuó cuidando de ellos en el Boeing 747 a través del océano Pacífico a Los Ángeles.

## Accidente aéreo

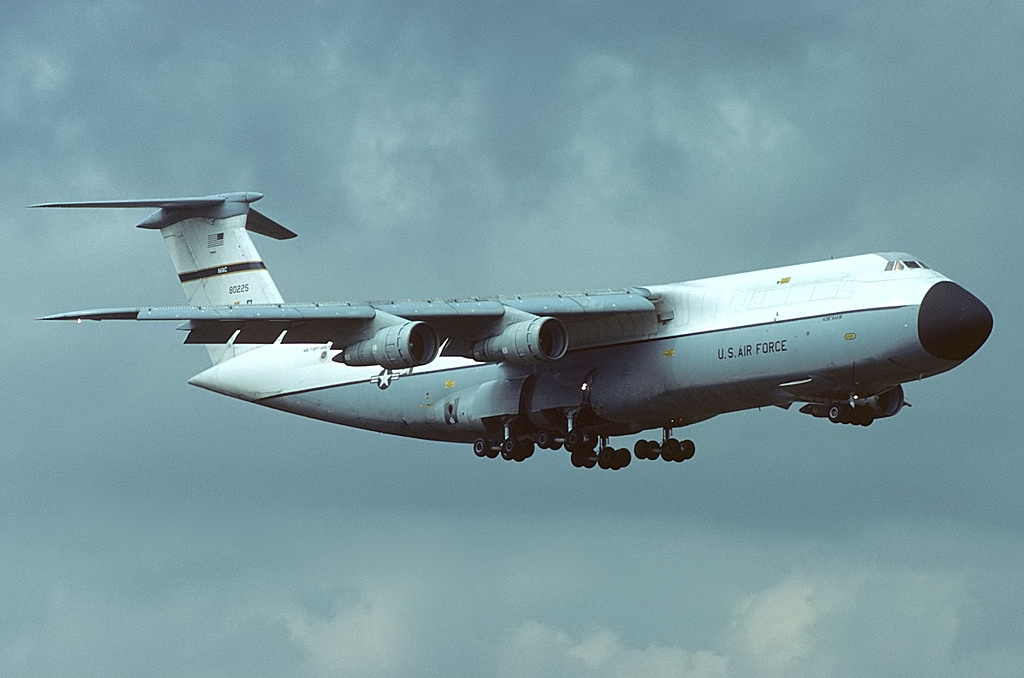
Un Lockheed C-5A Galaxy (L-500), de la Fuerza Aérea de los Estados Unidos.

Un C-5A Galaxy, número de serie 68-0218, voló en la misión inicial de la Operación Babylift saliendo desde el Aeropuerto de Tan Son Nhat poco después de las 4 de la tarde, el 4 de abril de 1975. Doce minutos después del despegue, se dio una explosión. Los anclajes de la rampa de carga posterior fallaron, haciendo que la puerta de carga posterior se abriese explosivamente. Esto causó una descompresión explosiva, llenando momentáneamente la cabina de una espesa niebla y vaho. Los dañados cables de control presentes en la cola, causaron que dos de los cuatro sistema hidráulicos fallasen, incluyendo aquellos que controlaban el cabeceo y el elevador. El piloto, Capitán Dennis "Bud" Traynor, y el copiloto, Capitán Tilford Harp, intentaron retomar el control de la aeronave, y efectuaron un viraje de 180 grados para poner el avión de regreso a Tan Son Nhut. El avión comenzó a mostrar oscilaciones de ascenso y descenso, pero la tripulación lo controló y mantuvo un descenso controlado a entre 250 y 260 nudos (463 a 481 km/h). Fueron capaces de llevar el avión hasta los 1.200 m y comenzaron la aproximación a la pista 25L de Tan Son Nhut. Mientras efectuaban el viraje en la aproximación final, la tripulación incrementó la potencia para evitar un aumento de la tasa de descenso. El avión toco tierra a las 04:45 p. m. en un campo de arroz, pero se deslizó durante un cuarto de milla (0,4 km), regresó al aire durante otra media milla (0,8 km), cruzó el río Saigón, y entonces colisionó con un dique y se partió en cuatro partes. El combustible se incendió y algunos restos se fundieron. De acuerdo a DIA, 138 personas murieron en el accidente, incluyendo a 78 niños y 35 miembros del personal de agregados de la oficina de Defensa de Saigón.

## Legado
Los vietnamitas adoptados realizaron la Operación Reunir, usando pruebas de ADN para contactar a aquellos que fueron adoptados con sus familias vietnamitas.
Un memorial fue presentado en Holmdel, Nueva Jersey, en abril de 2015.